# Сан-Томе-ду-Каштелу
Сан-Томе-ду-Каштелу (порт. São Tomé do Castelo)  —  населённый пункт и район в Португалии,  входит в округ Вила-Реал. Является составной частью муниципалитета  Вила-Реал. По старому административному делению входил в провинцию Траз-уж-Монтиш и Алту-Дору. Входит в экономико-статистический  субрегион Доуру, который входит в Северный регион. Население составляет 990 человек на 2001 год. Занимает площадь 32,92 км².
Покровителем района считается Апостол Фома (порт. São Tomé).